# Paweł Zgórzyński
Paweł Zgórzyński (ur. 15 kwietnia 1971 w Rypinie) – polski samorządowiec i rolnik, w 2024 podsekretarz stanu w Ministerstwie Rodziny, Pracy i Polityki Społecznej.

## Życiorys
Syn Klemensa i Genowefy. Absolwent inżynierii rolnictwa na Uniwersytecie Warmińsko-Mazurskim i podyplomowych studiów z rachunkowości w Szkole Głównej Gospodarstwa Wiejskiego. Początkowo pracował w ośrodku doradztwa rolniczego w Zarzeczewie i jako przedstawiciel handlowy. W 2004 został zastępcą naczelnika wydziału rolnictwa i ochrony środowiska w starostwie powiatowym w Brodnicy. Zajął się prowadzeniem gospodarstwa rolnego, został właścicielem przedsiębiorstwa prowadzącego biuro rachunkowe i doradztwo rolnicze. Wstąpił również do Ochotniczej Straży Pożarnej.
Zaangażował się w aktywność polityczną w ramach Polskiego Stronnictwa Ludowego. W 2002 kandydował do rady powiatu rypińskiego. W 2006 (w miejsce wybranego wójtem gminy Lipno Wiesława Ośmiałowskiego), 2010, 2014 i 2019 (w miejsce Dariusza Kurzawy) wybierany do sejmiku kujawsko-pomorskiego. W 2023 został jego wiceprzewodniczącym, kierował także Komisją Ochrony Środowiska, Gospodarki Wodnej i Poszanowania Energii. W 2007 kandydował do Senatu w okręgu nr 5, zdobywając 12 miejsce na 15 kandydatów. 19 stycznia 2024 został powołany na stanowisko podsekretarza stanu w Ministerstwie Rodziny, Pracy i Polityki Społecznej. W wyborach w 2024 ponownie uzyskał mandat radnego sejmiku województwa. W kwietniu tego samego roku złożył rezygnację z stanowiska wiceministra rodziny, pracy i polityki społecznej.

## Życie prywatne
Żonaty, ma syna i córkę.

## Odznaczenia
W 2014 odznaczony Brązową Odznaką „Zasłużony dla Ochrony Przeciwpożarowej”.